# گوریانتا
گوریانتا (گرجی: გურიანთა) یک روستا در شهرداری ازورگتی ناحیه گوریا در غرب گرجستان است.